# Groupe de haute montagne
Ne doit pas être confondu avec Groupe militaire de haute montagne.
Pour les articles homonymes, voir GHM.
Le Groupe de haute montagne (ou GHM) a pour mission de regrouper l'élite des alpinistes français et internationaux. Il participe au mouvement de l'alpinisme sans guide.

## Histoire du GHM
Le Groupe de haute montagne a été créé en 1919 par des membres du groupe des Rochassiers, pionniers des alpinistes parisiens allant s'entraîner dans la forêt de Fontainebleau : Paul Job, Jacques de Lépiney et Paul Chevalier. Il faisait partie du Club alpin français (CAF).
En 1927, le GHM fusionne avec le Club académique français d'alpinisme (CAFA), fondé à Paris en 1925.
En 1930, Le GHM, qui s'adresse à l'élite, se sépare du Club alpin français, destiné au grand public, tout en passant un accord de collaboration avec lui. Plusieurs présidents du CAF étaient membres du GHM : Claude Deck, Lucien Devies, Jean Escarra, Jean Franco, Maurice Herzog. 
En 1955, la revue du CAF (La Montagne) fusionne avec celle du GHM (Alpinisme) pour donner naissance à La Montagne et Alpinisme.
Selon Delphine Moraldo, docteure en sociologie, 70 % des membres du GHM sont décédés en montagne.

## Organisation
Réservé à l'élite des alpinistes, le GHM est une association hautement sélective. Tout membre du GHM (français ou d'un autre pays) doit avoir accompli de grandes courses classiques de montagne en tout terrain (rocher, mixte et glace). Le nombre d'admissions annuelles est de ce fait très réduit (une dizaine par an). En 1977, on comptait 386 membres. À la fin de 1997, le GHM comptait 253 membres, dont 45 % de nationalité étrangère (selon le site Internet du GHM).
Dans le passé, la plupart des alpinistes participant aux expéditions nationales françaises dans l'Himalaya et en Amérique du Sud étaient membres du GHM.

## Quatre rôles du GHM
- Réunir les alpinistes qui maîtrisent la réalisation d'itinéraires majeurs sur de grandes parois des montagnes du monde : le GHM a accueilli la plupart des meilleurs alpinistes français, et de nombreux alpinistes étrangers du plus haut niveau[4].
- Soutenir un alpinisme français de haut niveau : à travers son histoire, le GHM s'est attaché « à la création et au maintien d'un alpinisme français de classe internationale. » On trouve ainsi des membres du GHM dans les grandes expéditions françaises à l'étranger : tentative au Hidden Peak au Karakoram (1936) dirigée par Henry de Ségogne, Annapurna (premier « 8 000 » vaincu par Louis Lachenal et Maurice Herzog, 1950), Fitz Roy (1952), Makalu (1955), Tour de Mustagh (1956), Chacraraju (1956), Jannu (1962), mont Huntington (1964), face nord du Huascaran (1966), pilier ouest du Makalu (1971), etc.
- Informer sur l'alpinisme : le GHM est impliqué dans la rédaction de nombreux guides, dont le célèbre guide Vallot. Il édite annuellement depuis 1955 son bulletin, Les Annales, véritable encyclopédie de l'histoire de l'Alpinisme en France et dans le monde. Cette publication parait depuis 2002 sous le titre Cimes.
- Observer l'évolution des pratiques en tenant compte des paramètres historiques et des traditions, pour synthétiser un code d'éthique conférant au GHM un statut de garant pour l'évaluation et la validation des nouvelles réalisations.

## Les piolets d'or
Le Groupe de haute montagne est depuis 2016 l'organisateur des Piolets d'or, manifestation annuelle valorisant des ascensions alpines exceptionnelles réalisées l'année précédente.

## Les présidents du GHM
- 1919-1930 : Jacques de Lépiney
- 1930-1937 : Henry de Ségogne
- 1937-1939 : Jean-Antoine Morin
- 1939-1945 : Robert Tézenas du Montcel
- 1945-1951 : Lucien Devies
- 1951-1956 : Maurice Herzog
- 1956-1965 : Guido Magnone
- 1965-1975 : Robert Paragot
- 1975-1980 : Claude Deck
- 1980-1984 : Benoit Renard
- 1984-1990 : Jean-Pierre Frésafond
- 1990-1997 : Jean-Claude Marmier
- 1997-2000 : Yves Peysson
- 2000-2005 : Hubert Giot
- 2005-2009 : Leslie Fucsko
- 2009 : Christian Trommsdorff